# Uclesiella irregularis
Uclesiella irregularis är en tvåvingeart som beskrevs av Malloch 1938. Uclesiella irregularis ingår i släktet Uclesiella och familjen parasitflugor. Inga underarter finns listade i Catalogue of Life.